# Centrale FS (Metro de Milán)
Central FS es una estación de la Metro de Milán, puesta a la intersección entre las líneas M2 y M3.

## Historia
La estación de la línea 2 fue activada el 27 de abril de 1970, como capolinea provisional de la extraída de la segunda línea; el 12 julio del año subsiguiente la línea fue prolongada refinado a la estación Garibaldi FS.
>
El 3 de mayo de 1990 se activó la estación de la línea 3, como capolinea de la antes extraída para Duomo. El año subsiguiente la línea vino prolongada hacia el norte refinando a la nuevo capolinea de Sondrio activada el 12 de mayo de 1991.

## Intercambios
La parada constituye un importante interscambio con la estación ferroviaria de Milán Central.
En las proximidades de la estación efectúan parada algunas líneas urbanas de tranvías y autobuses, gestionadas de ATM y también Autobuses al Aeropuerto de Linate, Malpensa y Orio al Serio
- Estación ferroviaria Milano Centrale
- Parada tranvía (Estación Central - Piazza 9 Novembre, líneas 5, 9 y 10)
- Parada tranvía (Estación Central - P.za Duque de Aosta M2 M3, línea 5)
- Parada trolebús (Stazione Centrale Via Tonale, líneas 90, 91 y 92)
- Parada autobús
- Estación taxi